# Goloboffia amplophthalma
Espèce
Goloboffia amplophthalma est une espèce d'araignées mygalomorphes de la famille des Migidae.

## Distribution
Cette espèce est endémique de la région de Coquimbo au Chili,. Elle se rencontre vers Cruz de Cañas.

## Description
Le mâle holotype mesure 6,2 mm et la femelle paratype 6,6 mm.

## Systématique et taxinomie
Cette espèce a été décrite par Montenegro et Aguilera en 2025.

## Publication originale
- Montenegro Vargas, González & Aguilera, 2025 : « Goloboffia Griswold & Ledford, 2001 (Araneae: Migidae), un género de arañas trampilla endémico de la Región de Coquimbo, Chile: descripción de nuevas especies y nuevos registros. » Revista Ibérica de Aracnología, no 46, p. 33-45.